# Lord-lieutenant du Yorkshire
Ceci est une liste de personnes qui ont servi comme Lord Lieutenant du Yorkshire.

## Liste des Lord Lieutenants
| Lord Lieutenant                                    | Portrait         | Naissance                                                                                         | Mort                          |
| -------------------------------------------------- | ---------------- | ------------------------------------------------------------------------------------------------- | ----------------------------- |
| Henry Hastings, 3e comte de Huntingdon 1586–1595   | Henry Hastings   | 1536 Ashby-de-la-Zouch fils de Francis Hastings, 2e Comte de Huntingdon et Katherine Pole         | 14 décembre 1595 York age 59  |
| Thomas Cecil, 2e baron Burghley 1599–1603          | Thomas Cecil     | 5 May 1542 Cambridge fils de William Cecil, 1er Baron Burghley et Mary Cheke                      | 8 février 1623 London age 81  |
| Edmund Sheffield, 3e baron Sheffield 1603–1619     | Edmund Sheffield | 7 décembre 1565 Oxford fils de John Sheffield, 2e Baron Sheffield of Butterwick et Douglas Howard | 20 octobre 1646 age 83        |
| Emanuel Scrope, 1er comte de Sunderland 1619–1628  | Emanuel Scrope   | 1er août 1584 Hunsdon fils de Thomas Scrope, 10e Baron Scrope of Bolton et Philadelphia Carey     | 30 mai 1630 age 46            |
| Thomas Wentworth, 1er comte de Strafford 1628–1641 | Thomas Wentworth | 13 avril 1593 London fils de William Wentworth de Wentworth Woodhouse et Anne Atkins              | 12 mai 1641 Tower Hill age 48 |
| Thomas Savile, 1er vicomte Savile 1641             | Thomas Savile    | 14 septembre 1591                                                                                 | 1658 age 67                   |
| Robert Devereux (3e comte d'Essex) 1641–1642       | Robert Devereux  | 11 janvier 1591 fils de Robert Devereux, 2e Comte d'Essex et Frances Walsingham                   | 14 septembre 1646 age 55      |

De 1642 à 1660, le poste est vacant, cependant après la Restauration, un lieutenant distinct a été nommé pour chacune des trois circonscriptions; voir Lord Lieutenant du East Riding of Yorkshire, Lord Lieutenant du North Riding of Yorkshire and Lord Lieutenant du West Riding of Yorkshire.